# Irene Eijs
Irene Elisabeth Maria Eijs (* 16. Dezember 1966 in Wassenaar) ist eine ehemalige niederländische Ruderin. 
Die 1,76 m große Irene Eijs von der Leidsche Studenten Roei Vereniging Njord in Leiden trat 1991 und 1992 im Ruder-Weltcup als Einer-Ruderin an. Ihre beste Platzierung bis dahin war der achte Platz bei den Olympischen Spielen 1992. Bei den Ruder-Weltmeisterschaften 1993 erreichte sie zusammen mit Eeke van Nes den vierten Platz im Doppelzweier. In der Weltcup-Saison 1994 trat sie wieder ausschließlich im Einer an, bei den Ruder-Weltmeisterschaften 1994 belegte sie den vierten Platz. Bei den Ruder-Weltmeisterschaften 1995 startete Irene Eijs in zwei Wettbewerben. Zusammen mit Eeke van Nes gewann sie die Silbermedaille im Doppelzweier hinter den Kanadierinnen Heddle/McBean. Im Doppelvierer ruderten Eeke van Nes und Irene Eijs mit Nelleke Penninx und Anita Meiland auf den dritten Platz hinter den Deutschen und den Kanadierinnen, bei denen Heddle und McBean ebenfalls ein doppelter Medaillengewinn gelang.
Auch bei den Olympischen Spielen 1996 in Atlanta trat Irene Eijs in zwei Bootsklassen an. Zusammen mit Eeke van Nes gewann sie die Bronzemedaille im Doppelzweier hinter Heddle/McBean und dem chinesischen Boot. Der niederländische Doppelvierer belegte im olympischen Endlauf den sechsten Platz.